# E poi ... sì, Annamaria
E poi ... sì, Annamaria è un album di Enzo di Domenico, pubblicato nel 1981.

## Tracce
Lato A
1. Sì, Annamaria
2. Cumpagna mia
3. E' cosa 'e niente
4. Ndranghete
5. La voglia
6. Missione droga

Lato B
1. 'E caramelle
2. Delusione
3. Faciteme fumà
4. Canzone nera
5. Diffidenza